# 深澤民司
深澤 民司（ふかさわ たみじ ）は、日本の政治学者。専門は、グローバル化とナショナル・アイデンティティの研究 。専修大学教授。

## 略歴

### 学歴
- 1979年 - 慶應義塾大学法学部卒業
- 1981年 - 慶應義塾大学大学院修士課程修了
- 1984年 - 慶應義塾大学大学院法学研究科政治学専攻博士課程単位取得
- 2001年 -慶應義塾大学 法学博士(学位取得)

### 職歴
- 2000年 - 専修大法学部教授

## 著書
- 『フランスにおけるファシズムの形成　ブーランジスムからフェソーまで』（岩波書店、19９９年）

## 論文
- 「ファシズムの文学的位相-ブラジヤック『七彩』を手かがりにして－」（専修大学法学研究所所報 第59号. 2019. 59. 34-58）
- 「国民国家の起源-ジョン・フォーテスキューの政治理論についての一考察-」（専修法学論集 第126号. 2016. 126. 219-262-262）